# مستشفى العربي التخصصي
مستشفى العربي التخصصي مستشفى خاص في مدينة نابلس، في الضفة الغربية، تأسس عام 1997م. يعتبر من أهم المؤسسات الطبية الفلسطينية الخاصة في شمال الضفة الغربية، تبلغ القدرة السريرية له 94 سريراً.

## الخدمات
يقدم المستشفى خدمات عديدة من خلال أقسامه المختلفة، وهي: الطوارئ، العمليات، العناية المكثفة، العناية القلبية الحثيثة، منامات الرجال والنساء، الولادة، الأطفال، المختبر وبنك الدم، الأشعة، الصيدلية، العيادات الخارجية، بالإضافة إلى مركز رزان لعلاج العقم وأطفال الأنابيب ومركز النور لعلاج وجراحة العيون.

## مدراء سابقون
- نظام نجيب